# Oonops tenebus
Oonops tenebus là một loài nhện trong họ Oonopidae.
Loài này thuộc chi Oonops. Oonops tenebus được Arthur M. Chickering miêu tả năm 1970.